# M 29 (звёздное скопление)
M 29 (также известно как Мессье 29, NGC 6913 и «Скопление Градирня») — рассеянное звёздное скопление в созвездии Лебедя.

## История открытия
Скопление было открыто Шарлем Мессье в 1764 году.

## Наблюдения

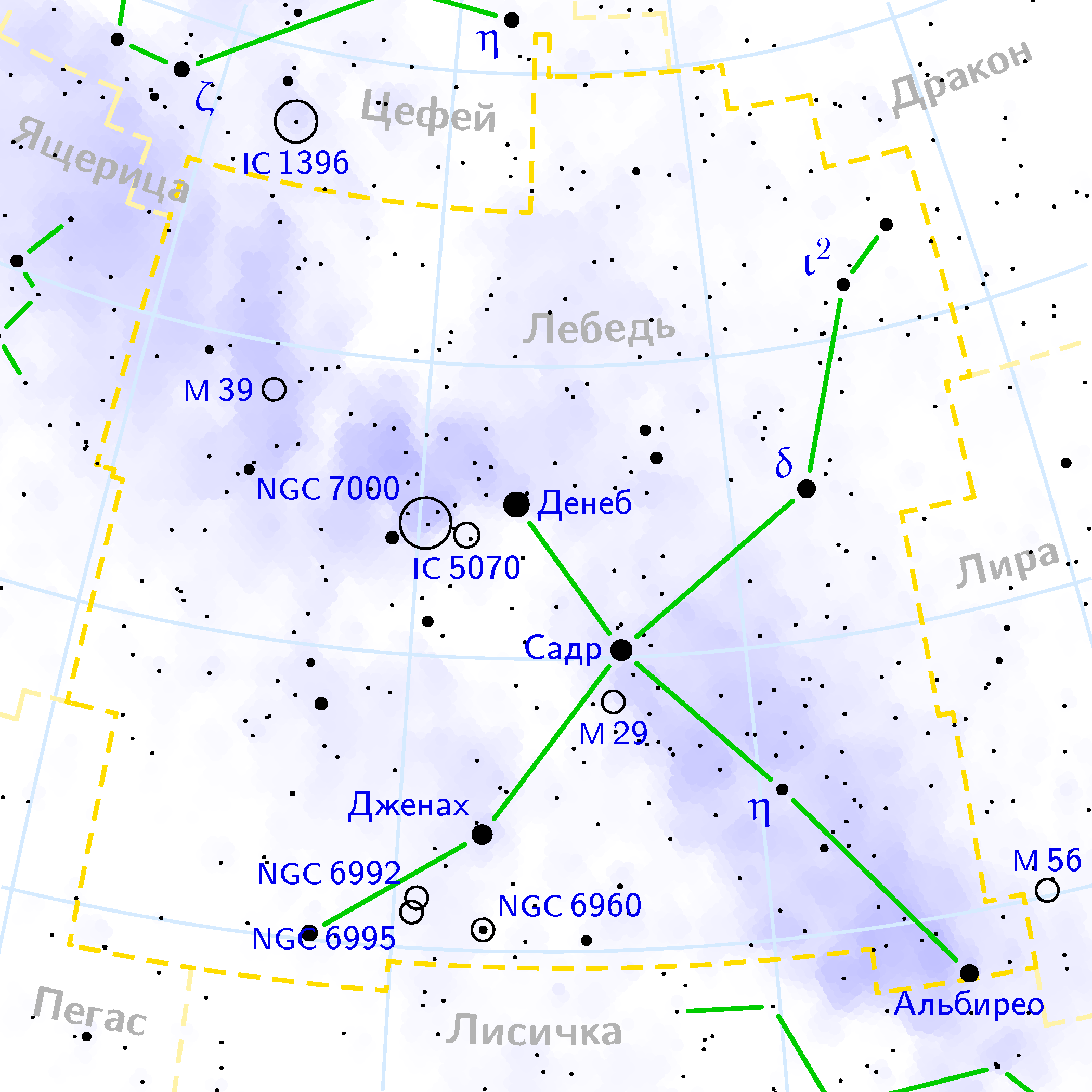
Рассеянное скопление M 29 находится в созвездии Лебедя

Это очень скромное рассеянное скопление легко находится уже в бинокль примерно в полутора градусах южнее (ниже) центральной звезды креста Лебедя γ Cyg. Скопление видно как 7 одинаково ярких звёзд, образующих фигуру в виде раструба; фигура напоминает гиперболоидные башни градирен, откуда и произошло разговорное название скопления Градирня. В телескоп апертурой 150—200 видно множество более тусклых звёзд, но их почти невозможно как-то выделить на фоне звёзд Млечного Пути.

### Соседи по небу из каталога Мессье
- M 56 — (далеко на юго-запад) шаровое скопление в Лире;
- M 57 — (на запад) знаменитая планетарная туманность «Кольцо» в Лире;
- M 39 — (на северо-восток, по другую сторону от Денеба, α Cyg) большое и яркое скопление;
- M 27 — (на юг) яркая и большая планетарная туманность «Гантель».

Много ближе к M 29 располагаются замечательные туманности, не попавшие в каталог Мессье: «Северная Америка» к юго-востоку от Денеба, «Вуаль» под южным крылом Лебедя у 52 Cyg, «Полумесяц» в 2 градусах восточнее M 29. Правда, для всех их даже на хорошем небе потребуется какой-нибудь «дипскай»-фильтр (UHC, OIII).

### Последовательность наблюдения в «Марафоне Мессье»
…M 56 → M 4 → M 29 → M 14 → M 9…